# 15370 Kanchi
15370 Kanchi (1996 NW) là một tiểu hành tinh vành đai chính được phát hiện ngày 15 tháng 7 năm 1996 bởi Akimasa Nakamura ở Kuma Kogen.